# Nikolái Skoblin
Nikolái Vladímirovich Skoblín (en ruso: Никола́й Влади́мирович Скобли́н; 1893-1937 o 1938 en España) fue un militar ruso, general del Ejército Blanco contrarrevolucionario, miembro del Ejército de Voluntarios desde su formación, miembro de la expatriada  Unión de Todos los Militares de Rusia (ROVS), agente doble soviético y marido de la cantante folklórica Nadezhda Plevítskaya (en).

## Biografía
Skoblín fue oficial de caballería en la División Kornílov del Ejército Blanco durante la Guerra Civil Rusa (1918-1920), donde fue conocido por su valentía y crueldad. Los soldados rojos capturados por los hombres de Skoblín eran colgados o fusilados inmediatamente. Se dice que él conoció a su esposa, Nadezhda Plevítskaya, durante la guerra. La versión romántica es que Skoblín capturó a la que iba a ser su esposa durante un ataque contra el Ejército Rojo. Plevítskaya, una bolchevique comprometida que había estado viajando al frente cantando y entreteniendo a los soldados del Ejército Rojo, usó sus considerables encantos para seducir a Skoblín y escapar a la ejecución. A través de su influencia, Skoblín se convirtió en un agente bolchevique.
Skoblín y su esposa se trasladaron a París al final de la Guerra Civil. Él se volvió un líder del ROVS. Esta ineficaz organización de antiguos oficiales zaristas soñaba con la caída del gobierno de Iósif Stalin y la restauración improbable de la monarquía rusa, mientras urdían complóts y se complicaban en pequeñas rivalidades. Skoblín penetró el nivel más alto de este grupo, volviéndose íntimo de su líder, el general Yevgueni Miller. Es un testimonio de la habilidad de Skoblín como intrigante que él siguiera siendo el confidente de Míler a pesar de las advertencias repetidas de que él era un agente doble, sobre todo después de que se hizo evidente que Skoblín, actuando como un agente de OGPU, había participado en el rapto del líder de ROVS, general Aleksandr Kutépov.
En el asunto laberíntico que precedió al arresto y ejecución del mariscal soviético Mijaíl Tujachevski, se ha afirmado que Skoblín pudo haber jugado el papel de triple-agente, trabajando para el ROVS, la policía secreta de Stalin NKVD y la Gestapo. El resumen general de este asunto es como sigue. A instancias de la NKVD, Skoblín inició una campaña para calumniar a Tujachevski. Él informó al jefe del Gestapo, Reinhard Heydrich que Stalin creía que Tujachevski estaba planeando un golpe de Estado con la ayuda de la Wehrmacht; y el asistente de Skoblín, Aléksiev, reveló esta información simultáneamente a la inteligencia francesa, el Deuxieme Bureau. Por motivos personales así como políticos, Heydrich cogió el cebo y vio la oportunidad de golpear tanto al Abwehr como al ejército soviético. Así, decidió crear un expediente falso que demostraría que Tujachevski estaba conspirando con la Wehrmacht. Él supo que el Abwehr tenía en sus archivos numerosos documentos escritos por Tujachevski en la década de 1920. Cuando el almirante Canaris, cabeza del Abwehr, rechazó la solicitud de Heydrich por el archivo Tujachevski, Heydrich organizó un robo en el cuartel general del Abwehr y robó los documentos. La Gestapo utilizó los viejos documentos para crear las nuevas falsificaciones. El expediente así producido fue entonces "plantado" con varias fuentes y pasó a Stalin a través de una tercera parte, posiblemente el presidente checoslovaco Edvard Beneš. El dossier, debe señalarse, no se presentó en el juicio de Tujachevski el 11 de junio de 1937, conocido como el Caso de la Organización Militar Trotskista Antisoviética.
A juzgar por eventos que siguieron, es posible que la recompensa para Skoblín por parte de la NKVD por su papel en el affaire Tujachevski fuera la dirección del ROVS. El 22 de septiembre de 1937, Skoblín llevó al general Miller a una reunión con dos agentes alemanes para discutir el principio de una colaboración secreta entre el ROVS y el Gobierno Nazi. Los agentes no eran alemanes, sino de hecho miembros del NKVD disfrazados como alemanes. Ellos narcotizaron a Míller, lo pusieron en un baúl de un auto, lo sacaron de contrabando a bordo de una nave soviética en Le Havre y lo llevaron a Moscú donde fue torturado y finalmente ejecutado siete meses después, el 11 de mayo de 1939. Sin embargo, la ambición de Skoblín de convertirse en el líder del ROVS se vio frustrada. Míller dejó una nota para ser abierta si él no volviera de la reunión. Skoblín no había contado con la previsión de Míller y, descubierto, escapó y se escondió en la embajada soviética en París. La policía francesa lanzó una búsqueda sistemática pero Skoblín había desaparecido.
Hay varios relatos de la muerte de Skoblín, todos ellos de segunda mano. Pável Sudoplátov escribe en sus memorias, Special Tasks (1994), que Skoblín escapó a España y murió en Barcelona durante un ataque aéreo alemán. En Deadly Illusions (1993) por John Costello y Oleg Tsarev, los autores afirman que el agente del NKVD, Aleksandr Orlov, pasó de contrabando a Skoblín a España en un avión y lo asesinó, guardando su anillo para usar más tarde en una posible trama de chantaje. Víktor Aleksándrov especula en The Tuchachevsky Affair (1963) que Skoblín fue envenenado a bordo de un barco soviético, el Kubán, con rumbo de España a Odesa, y su esqueleto terminó finalmente en un laboratorio anatómico soviético. Aleksandr Orlov en sus memorias, The March of Time (2004), afirma que el NKVD compelió a Skoblín para escribir cartas de amor sin fecha a Plevítskaya, que fueron usadas para comprar su silencio, y luego lo sacaron de contrabando a bordo de un buque de carga soviético con destino a Leningrado. Orlov termina su historia en el Mar Báltico, dejando que el lector se imagine el destino de Skoblín.
El destino de la Plevítskaya es conocido. Arrestada por la policía francesa, fue juzgada como cómplice en la desaparición de Miller. En su defensa, ella afirmó que Skoblín también había sido raptado por el NKVD. Pero la evidencia encontrada en su apartamento demostró que ella también había sido una agente secreta. Fue declarada culpable, el 20 de diciembre de 1938, y sentenciada a la extraordinariamente dura pena de veinte años de trabajos forzados. Murió en la prisión de una dolencia del corazón en 1940.
La historia de Skoblín y Plevítskaya fue novelada por Vladímir Nabókov que había conocido a Plevítskaya en Berlín, en su primer relato en idioma inglés, The Assisant Producer, en enero de 1943. También fue la base de la película francesa Triple agente (2004), dirigida por Éric Rohmer.
- Datos: Q955806
- Multimedia: Nikolai Vladimirovich Skoblin / Q955806